# Brachystigma wrightii
Brachystigma wrightii är en snyltrotsväxtart som först beskrevs av Samuel Frederick Gray, och fick sitt nu gällande namn av Francis Whittier Pennell. Brachystigma wrightii ingår i släktet Brachystigma och familjen snyltrotsväxter. Inga underarter finns listade i Catalogue of Life.